# Río Yangón
El río Yangón (también llamado Rangoon y Hlaing) es un estuario que atraviesa la ciudad de Rangún, antigua capital de Birmania.
Se forma al confluir otros dos ríos, el Myitmaka y el Pegu, y desemboca en el mar de Andamán. El río es navegable y en él se encuentra el puerto fluvial más importante de todo el país. Ha desempeñado un importante papel en la economía de Birmania a lo largo de los años. 
Está unido al río Ayeyarwady mediante el canal Twante, construido en 1883.